# Aleksandra Gutkowska
Aleksandra Gutkowska (z d. Theis, ur. 24 czerwca 1986) – polska siatkarka grająca na pozycji atakującej. Obecnie zawodniczka APS Rumia. Jej największym osiągnięciem jest awans do PlusLigi Kobiet w 2010 roku. Jest wychowanką rumskiego zespołu.

## Kluby
- Sandeco TPS EC Wybrzeże Rumia
- Jadar AZS Politechnika Radomska (2011–2012)
- Wieżyca 2011 Stężyca (2012–2014)
- Budowlani Toruń (2014–2016)
- AZS Politechnika Śląska Gliwice (2016–2017)
- APS Rumia (od 2017)

## Sukcesy
- 2010 – awans do PlusLigi Kobiet z EC Wybrzeże TPS Rumia
- 2005 – V msc. Mistrzostwa Świata do lat 21 w siatkówce plażowej
- 2004 – wicemistrzyni Polski juniorek w siatkówce plażowej
- 2003 – III msc. Mistrzostwa Polski Kadetek w siatkówce plażowej